# General Villa
General Villa er en amerikansk stumfilm fra 1914 af Christy Cabanne og Raoul Walsh.

## Medvirkende
- Eagle Eye.
- Robert Harron.
- Irene Hunt.
- W.H. Lawrence.
- Walter Long